# Euphorbia squarrosa
Euphorbia squarrosa är en törelväxtart som beskrevs av Adrian Hardy Haworth. Euphorbia squarrosa ingår i släktet törlar, och familjen törelväxter. Inga underarter finns listade i Catalogue of Life.

## Bildgalleri

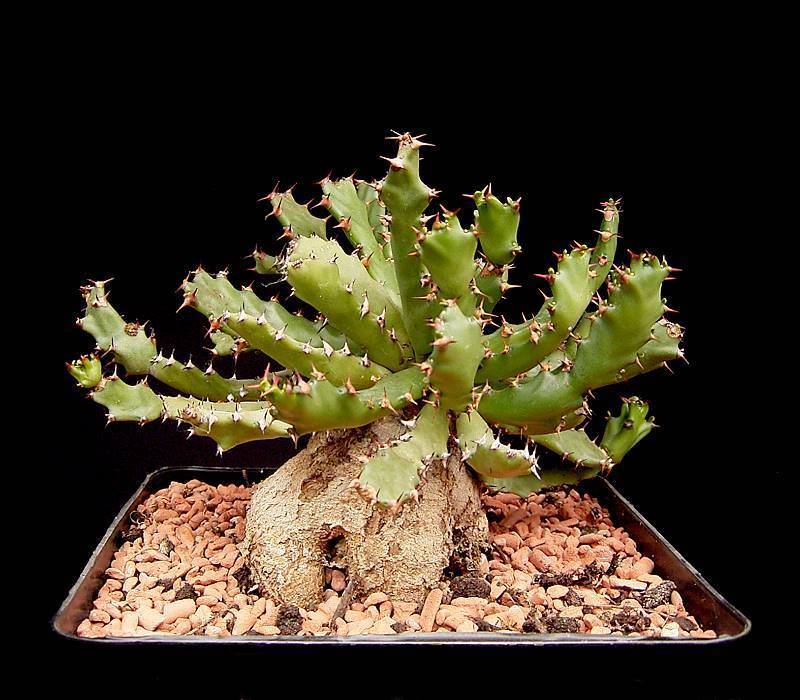